# Горулёв, Юрий Николаевич
Юрий Николаевич Горулёв (22 мая 1944, Сулакский сельсовет, Тамбовская область — 13 июня 2021, Минск) — советский и белорусский кинорежиссёр и сценарист.

## Биография
Родился 22 мая 1944 в семье белорусского писателя Николая Горулёва в местечке Сулак, под Тамбовом, где мать — Мария Григорьевна Коган — находилась в эвакуации.
С окончанием войны родители вернулись в Могилёв, а с 1949 года семья переехала в Минск и жила в одной квартире с семьёй Ивана Мележа.
Окончил среднюю школу № 33   Минска. Поступил в 1961 году в Ленинградский институт киноинженеров (ЛИКИ), но на втором курсе был забран в армию. С 1963 года по 1966 год проходил службу ракетчика в советском гарнизоне, дислоцировавшемся в Бишофсверде (Восточная Германия). Демобилизовавшись, продолжил обучение, окончил ЛИКИ в 1971 году. Был приглашён на должность второго секретаря Фрунзенского райкома КПСС  Ленинграда. Получил отказ при поступлении в Высшую партийную школу. Отказ был связан с национальностью матери.
В 1975 году вернулся в Минск и отправился работать ассистентом оператора на студию «Беларусьфильм». Спустя два года операторской работы поступил во ВГИК на заочное отделение операторского факультета, который окончил в 1982 году.
В качестве оператора, прикомандированного к студии «Мосфильм», снимал Олимпиаду-80. Много лет сотрудничал с режиссёром Аркадием Рудерманом, который в 1993 году погиб в командировке в Таджикистане. Так Юрий Николаевич сменил профессию оператора на профессию режиссёра. Продолжал работать на студиях «Беларусьфильм» и  «Летопись».
Создал собственную киностудию «Стопкадр», организовал Международный фестиваль христианских фильмов и телепрограмм «Магнификат».
Проживал в Минске, жена Людмила — кинопродюсер, сын Александр.

## Творчество

### Операторские работы
- «Иконы Беларуси» (1993, сценарист Н. Высоцкая)
- «Всемогущий Боже» (1995, режиссёр М. Ждановский)
- «Органы Беларуси» (1995, сценарист В. Невдах, режиссёр М. Ждановский)
- «Касание» (1996, режиссёр Т. Киракозова)
- «Лилия Давидович. Звездная история» (2001, сценарист И. Демьянова, режиссёр В. Полевой)
- «Мастер» (2001, сценарист Л. Глебова, режиссёр М. Ждановский)

### Режиссёрские и авторские работы
- «Играй, скрипка, играй» (1994, сценарист И. Назина)
- «Дети кавалера Джамбатиста Пиранези» (1995)
- «Вечер в Северных Афинах» (1996)
- «Профессия — пилигрим. Евангелие от Джорджа» (1996, сценарист Ян Глинка)
- «Адажио» (1996, сценарист И. Демьянова)
- «От прадедов испокон веков…» (1996, сценарист О. Лойко)
- «Осталась душа его здесь» (1997, сценарист Д. Симанович, оператор А. Козозоев)
- «В вечное использование» (1997)
- Трилогия
  - «Mater Misericordiae» (1997)
  - «Возвращение» (1999)
  - «Каникулы кардинала» (2004)
- «Памятник» (2000, сценарист В. Ильенков, композитор Ю. Вальмус)
- «Истоки» (2002)
- «Маленький остарбайтер» (2005)
- «Мелодии берёзовской гуты» (2007)
- «Край светлых мечтаний» (2008)
- «Фотограф Ульяна» (2008)
- «Глубокое» (2009)
- «Летопись в лучах света» (2011)
- «Проигранная история. Возвращение в Бишофсверду» (2014)
- «Тростенец. Мы должны им память» (2015)
- «Книга проклятий. Дневник Бениамина Берковича» (2015)

## Награды
- лауреат специальной премии «За духовное возрождение» (2006)[4]
- лауреат многих национальных и международных кинопремий[5]